# Slayton
Slayton és una població dels Estats Units a l'estat de Minnesota. Al cens del 2000 tenia 2.072 habitants.

## Demografia
Segons el cens del 2000, Slayton tenia 2.072 habitants, 914 habitatges, i 556 famílies. La densitat de població era de 449,4 habitants per km².
Dels 914 habitatges en un 24,9% hi vivien nens de menys de 18 anys, en un 52,5% hi vivien parelles casades, en un 6,3% dones solteres, i en un 39,1% no eren unitats familiars. En el 35,7% dels habitatges hi vivien persones soles el 23,6% de les quals corresponia a persones de 65 anys o més que vivien soles. El nombre mitjà de persones vivint en cada habitatge era de 2,18 i el nombre mitjà de persones que vivien en cada família era de 2,81.
Per edats la població es repartia de la següent manera: un 22,2% tenia menys de 18 anys, un 6,2% entre 18 i 24, un 21,7% entre 25 i 44, un 20,6% de 45 a 60 i un 29,2% 65 anys o més.
L'edat mediana era de 45 anys. Per cada 100 dones de 18 o més anys hi havia 78,2 homes.
La renda mediana per habitatge era de 36.500 $ i la renda mediana per família de 43.935 $. Els homes tenien una renda mediana de 30.444 $ mentre que les dones 19.830 $. La renda per capita de la població era de 17.395 $. Entorn del 4,5% de les famílies i el 8,7% de la població estaven per davall del llindar de pobresa.

## Poblacions més properes
El següent diagrama mostra les poblacions més properes.